# Jonas Toboll
Jonas Toboll (* 10. Juni 1987 in Hamburg) ist ein ehemaliger deutscher Fußballspieler. Der Torwart spielte bis Sommer 2017 für den VfB Lübeck.

## Karriere
Toboll spielte bis 2005 für den SV Werder Bremen. Dann wechselte er zum Oberligisten Rotenburger SV. Im Januar 2008 ging er in die Regionalliga Nord zu Kickers Emden. In Emden war er jedoch nur Ersatztorhüter und bestritt in den nächsten anderthalb Jahren nur ein Pflichtspiel. Nach dem Emdener Abstieg aus der Dritten Liga 2009 war er bis Januar 2010 vereinslos. Dann spielte er ein halbes Jahr für den Oberligisten SV Drochtersen/Assel. In der Saison 2010/11 spielte er für den Regionalligisten FC Oberneuland, der in dieser Saison abstieg. Seit Sommer 2011 ist Toboll Stammtorwart des VfB Lübeck. Auch nach der Insolvenz des Vereins 2013 blieb er dem Verein treu. Sein Vertrag beim VfB Lübeck läuft bis zum 30. Juni 2016, Ende März 2016 verlängerte er um ein weiteres Jahr bis zum 30. Juni 2017. Toboll hat schon über 150 Spiele für den VfB Lübeck gespielt. Toboll beendete im Sommer 2017 seine Karriere beim VfB Lübeck, da er sich beruflich neu orientieren wollte.
Im Anschluss an seine aktive Karriere übernimmt der ehemalige Torhüter der Lübecker die Leitung der U23-Mannschaft des VfB und trägt die Gesamtverantwortung für die Bereiche Scouting und Kaderplanung im Nachwuchs. Des Weiteren fungiert er als Sprecher des gesamten Leistungsteams der VfB-Nachwuchsabteilung.